# Vernon Walters (band)
Vernon Walters was tussen 1986 en 1990 een politieke Nederlandse punkband uit het Noord-Hollandse Hoorn, vernoemd naar Vernon Walters.

## Geschiedenis
De band werd opgericht door Niels de Wit en Joost Warnik. Zij waren tevens oprichter van het label Let's Make Our Own Records. De Wit deed ook dienst als invaldrummer voor Indirekt. Zelf noemden ze hun muziekstijl gekscherend "upper ra wave". Nadat zij in het voorprogramma speelden van Fugazi, werden de Vernon Walters gevraagd om mee te gaan op een toer door de Verenigde Staten. De band moest deze uitnodiging afwijzen, omdat de drummer niet langer dan tien dagen van huis wilde zijn. De band ging hierna uit elkaar. Hans Engel werd vermoord in Spanje. In 2007 maakte het Comité de Hoornse Cultuurbuurt zich hard om een Hans Engel-Dwarsstraat naar hem te laten vernoemen.

## Bezetting
- Joost Warnik -  basgitaar
- Niels de Wit -  gitaar
- Danny Schouten -  drums
- Hans Engel  - gitaar, zang[5]

## Discografie
- The Vernon Walters & Indirekt - Present History ?(2xLP, splitalbum) Let's Make Our Own Records 1987
- The Vernon Walters (lp) - Let's Make Our Own Records 1989
- Hoodoo Do Da Coruba ?(7") - Let's B Happy Record / Die Hard LBHDie Hard 1986
- MLK ?(7") - Let's Make Our Own Records 1988
- Last Live ?(7", ep) - Let's Make Our Own Records 1990
- Retrospective Retrieval ?(verzamelabum) - Let's Make Our Own Records, Konkurrel 1990[6]
- Welcome To Our Scene (verzamelabum) - WRF Records 1993